# Jeu à rôles
Ne doit pas être confondu avec Jeu de rôle.
Un jeu à rôles ou jeu dissymétrique est un jeu de société dans lequel les joueurs jouent selon des règles différentes en fonction du rôle qui leur est attribué. Les anglophones parlent de « jeu à pouvoir variable » (variable power game).
Les rôles peuvent être choisis librement ou attribués aléatoirement. Ils peuvent être fixes pour tout le jeu ou bien changer à chaque tour.
Cette notion est distincte de celle de jeu de rôle, dans lequel on interprète un rôle (dans le sens théâtral). 
En plus de jouer selon des règles différentes, les joueurs peuvent parfois avoir des objectifs différents. On distingue ainsi :
- les jeux dont les joueurs ont le même objectif, par exemple :
  - Citadelles : les joueurs doivent faire le maximum de points en construisant des cités, et en essayant d'être le premier à terminer sa cité (construire huit quartiers) ; mais à chaque tour, les joueurs ont un personnage différent, qui a des capacités différentes des autres (le marchand reçoit plus d'argent, l'architecte peut construire plus de quartier, le condottiere peut détruire des quartiers…).
  - Horreur à Arkham : les joueurs doivent coopérer pour éliminer les monstres et les portails magiques qui menacent la ville, en s'échangeant des pions Indice ou des armes, en se répartissant les menaces, etc. S’ils échouent ils devront affronter ensemble le Grand Ancien qui arrivera sur Terre.
- les jeux où les joueurs ont des objectifs différents, par exemple :
  - Les Loups-garous de Thiercelieux : d'une part, les loups-garous ont des objectifs différents des villageois, d'autre part, certains joueurs jouent selon des règles différentes. Les loups-garous se réveillent la nuit et tuent des villageois, certains villageois ont des capacités particulières, comme la petite fille qui peut se réveiller la nuit ou le chasseur peut tuer quelqu'un lorsqu'il meurt.
  - London 1888 : chaque personnage joue selon des règles différentes : le chef des manifestants peut bloquer les rues, le chef de la police peut passer les barrages de police et entrer dans le commissariat, etc. Ils ont par ailleurs des buts différents : le personnage qui est Jack l'éventreur doit rester libre pour perpétrer ses meurtres ou bien se suicider, les innocents doivent découvrir qui est Jack l'éventreur et le tuer, certains innocents doivent même protéger Jack s'il s'avère que c'est leur mission.

Les jeux dont les joueurs ont des objectifs différents, mais suivent les mêmes règles ne sont pas à proprement parler des « jeux à rôles ». On parle plutôt de jeu à objectif secret, comme le Risk ou Heimlich & Co.